# Rebecca Forsythe
Rebecca Forsythe (*  5. September 1990 in Los Angeles, Kalifornien) ist eine US-amerikanische Filmschauspielerin.

## Leben
Rebecca Forsythe ist eine von drei Töchtern des Schauspielers William Forsythe und dessen Exfrau Melody Forsythe, geborene Mundon, die in zwei Folgen der Serie Drew Carey Show zu sehen war.
Sie kam über ihren Vater zur Schauspielerei. So spielte sie bereits als Zwölfjährige die Rolle der „Megan“ in Mike Kirtons Horrorfilm The Librarians, bei dem auch ihr Vater am Drehbuch mitschrieb und in der Hauptrolle als „Simon“ spielte. In Michael Corrente Streifen Loosies hatte sie eine Nebenrolle. In der CSI: Vegas-Folge Die Leiden des jungen Carl (2013; Originaltitel: Sheltered; Regie Louis Shaw Milito) spielte sie die „Miranda Barnes“. Im interaktiven Videospiel Daemon 9 besetzte sie die Rolle der „Anna Kendrick“ und in der US-Rake-Serienfolge Die Amish und die Anklage (2014; Originaltitel: A Close Shave, Regie Scott Winant) die der „Mary Stultzfoos“, in der sie für die deutschsprachige Fassung von Josephine Schmidt synchron gesprochen wurde. In der unter der Regie von R. J. Cutler gedrehten Pilotfolge der Serie Mitglied auf Lebenszeit (Originaltitel: Members Only) war sie als „Eve“ zu sehen, in Max Josephs We Are Your Friends in der Rolle der „Clarissa“ und in Martin Guiguis The Bronx Bull (2016), in dem ihr Vater die Hauptrolle des „Jake LaMotta“ spielte, als „Lisa LaMotta“.
Mit der Rolle der „Kira Mabon“ In Norbert Keils Horror-Thriller Replace (2017) hatte sie ihre erste Hauptrolle.

## Filmografie (Auswahl)
- 2003: The Librarians (Regie: Mike Kirton)
- 2015: We Are Your Friends (Regie: Max Joseph)
- 2016: The Bronx Bull (Regie: Martin Guigui)
- 2017: Replace (Regie: Norbert Keil)
- 2019: Aliens, Clowns & Geeks (Regie: Richard Elfman)
- 2019: Law & Order: Special Victims Unit (Fernsehserie, Folge 20x15, Regie: Michael Pressman)
- 2020: FBI: Most Wanted (Fernsehserie, Folge 1x01, Regie: Nicole Rubio)
- 2021: Malibu Horror Story (Regie: Scott Slone)